# 樫山町 (岡崎市)
樫山町（かしやまちょう）は、愛知県岡崎市の額田地区にある地名である。丁番を持たない単独町名であり、61の小字が設置されている。

## 地理
町内には男川が流れており、北側は森林、南側は水田や住宅地になっており、額田地区の中心部になっている。南部には、国道473号（岡崎額田バイパス）が通っており、2016年2月13日に新東名高速道路の岡崎東インターチェンジが開通した。

### 河川
- 男川
- 夏山川

### 小字
| - 字相山（あいやま） - 字雨ケ城（あめがしろ） - 字新居野（あらいの） - 字池田（いけだ） - 字市場（いちば） - 字井浪（いなみ） - 字上平（うえだいら） - 字上原（うえはら） - 字馬墓（うまはか） - 字海老作（えびさく） - 字大沢（おおさわ） - 字大渕（おおぶち） - 字大母田（おおぼた） - 字斧研（おのとぎ） - 字欠ノ上（かけのうえ） - 字神馬口（かんばぐち） - 字北岡（きたおか） - 字狐塚（きつねづか） - 字儀入（ぎにゅう） - 字霧ケ久保（きりがくぼ） - 字茱萸蔓（ぐみづる） | - 字栗嶋（くりしま） - 字河瀬（こうぜ） - 字河内（こうち） - 字小ケ瀬渕（こがせぶち） - 字越沢（こしざわ） - 字小屋沢（こやさわ） - 字笹金（ささがね） - 字庄野（しょうの） - 字陣ノ屋（じんのや） - 字鷹皿（たかさら） - 字高山（たかやま） - 字滝沢（たきざわ） - 字田ノ入（たのいり） - 字月秋（つきあき） - 字出合（であい） - 字手掛石（てかけいし） - 字長入（ながいり） - 字中原（なかはら） - 字仲村（なかむら） - 字西ノ入（にしのいり） | - 字西之沢（にしのさわ） - 字西原（にしはら） - 字西牧野（にしまきの） - 字野中（のなか） - 字原新田（はらしんでん） - 字春兵土（はるびょうど） - 字半木沢（はんきざわ） - 字東原（ひがしはら） - 字平松（ひらまつ） - 字広表（ひろおもて） - 字二又（ふたまた） - 字牧野（まきの） - 字丸峰（まるみね） - 字宮東（みやひがし） - 字宮前（みやまえ） - 字八ツ田（やつだ） - 字山ノ神（やまのかみ） - 字山ノ田（やまのた） - 字養沢（ようせい） - 字横山（よこやま） |

## 世帯数と人口
2019年（令和元年）5月1日現在の世帯数と人口は以下の通りである。
| 町丁   | 世帯数  | 人口    |
| ------ | ------- | ------- |
| 樫山町 | 566世帯 | 1,580人 |

### 人口の変遷
国勢調査による人口の推移
| 2010年（平成22年） | 1,798人 | [ 6 ] |  |
| 2015年（平成27年） | 1,705人 | [ 7 ] |  |

## 小・中学校の学区
市立小・中学校に通う場合、学区は以下の通りとなる。
| 番・番地等 | 小学校             | 中学校             |
| ---------- | ------------------ | ------------------ |
| 全域       | 岡崎市立豊富小学校 | 岡崎市立額田中学校 |

## 歴史
額田郡樫山村を前身とする。古くから人が住んでおり、新東名高速道路建設時の2009年に町内から発見された西牧野遺跡は、旧石器時代から江戸時代にかけての複合遺跡である
1350年、額田郡一揆で足利直義側に味方した樫山十郎義胤の名が『於参河国額田郡去観応元年十二月十日 揚御旗一揆人数交名注文事』に21人中の1人として存在する。これが樫山村の名称の語源とされる。1590年に岡崎城主田中吉政領になり、1601年に天領、1633年に戸田氏経知行所、1688年には大垣新田藩に移り、明治に至った。
江戸時代にはしばしば飢餓がおこり、延宝・天明・文政の3回はかなり深刻だったという。

### 沿革
- 2006年（平成18年）1月1日 - 岡崎市へ編入し、同市樫山町となる[1]。

### 史跡
- 西牧野遺跡（旧石器時代から江戸時代）[9]
- 原遺跡
- 八ッ田遺跡（弥生時代、未調査）

## 施設
- 岡崎市額田センター・こもれびかん
  - 岡崎市役所額田支所
  - 岡崎市立額田図書館
- 岡崎市ぬかた会館
- 岡崎市ぬかた商工会館
- 森の総合駅
- 岡崎市豊富学区市民ホーム
- 原公民館
- 新居野公民館
- 庄野集会所
- 南部簡易水道南部浄水場
- 岡崎市額田消防団第1部車庫警備室
- あいち三河農業協同組合 額田支店
- あいち三河農業協同組合 ハイラッセぬかた
- あいち三河農業協同組合 南部ライスセンター
- あいち三河農業協同組合 水稲育苗施設
- 須賀神社
- 神明宮
- 庚申堂
- 定林寺
- 浄泉寺
- 意得院
- 無縁者塔
- トヨトミ 額田工場
- 豊臣機工 額田工場

### 教育
- 岡崎市立額田中学校
  - 岡崎市立額田中学校寄宿舎
- 岡崎市立豊富小学校
- 岡崎市豊富保育園
- 岡崎市豊富第二保育園

## 交通
道路
- 国道473号
  - 岡崎額田バイパス
  - 樫山街道（旧国道473号の部分）
- 愛知県道37号岡崎作手清岳線
  - 男川せせらぎ道
- 新東名高速道路
  - 岡崎東インターチェンジ（2016年2月13日供用開始）

路線バス
- 名鉄バス
  - 額田支所・市民病院線
  - くらがり線
- 岡崎市乗合タクシー
  - ほたるバス（豊富・夏山地区線）

## ギャラリー
- 須賀神社
- 岡崎市立額田中学校
- 岡崎市立豊富小学校
- 岡崎市豊富保育園
- 岡崎市ぬかた商工会館
- 岡崎市ぬかた会館
- 森の総合駅
- 豊臣機工 額田工場
- おおだの森、展望台
- おおだの森、頂上の小屋

## その他

### 日本郵便
- 郵便番号 : 444-3622[4]（集配局：額田郵便局[10]）。

## 参考資料
- 「角川日本地名大辞典」編纂委員会 編『角川日本地名大辞典 23 愛知県』角川書店、1989年3月8日。ISBN 4-04-001230-5。
- 有限会社平凡社地方資料センター 編『日本歴史地名体系第23巻 愛知県の地名』平凡社、1981年。ISBN 4-582-49023-9。
- 『額田町史』 額田町史編集委員会、1986年11月1日
- 『於参河国額田郡去観応元年十二月十日 揚御旗一揆人数交名注文事』